# 程元章
程元章（1683年—1767年），字冠文，号坦斋，河南汝寧府上蔡縣人。清朝政治人物。

## 生平
程元章生于康熙二十二年（1683年），幼年好学，康熙五十六年中鄉試舉人，康熙六十年（1721年）辛丑科一甲三名進士（探花），任翰林院编修。雍正四年（1726年）出督福建學政。历官浙江布政使、安徽巡抚，雍正十年（1730年）任浙江總督，兼浙江巡抚，管理鹽政。乾隆元年（1736年）任漕運總督。官至吏部侍郎。
有《师洛堂诗集》。

## 家族
北宋理学家程颐之後，祖籍登封，明末，六世祖程尚智移居上蔡，曾祖父程宗道是太醫。